# 苗穂分屯地
座標: 北緯43度04分14秒 東経141度23分12秒 / 北緯43.070455308299955度 東経141.38666152954102度苗穂分屯地（なえぼぶんとんち、JGSDF Vice-Camp Naebo）は、北海道札幌市東区苗穂町7-1-1に所在し北海道補給処苗穂支処等が駐屯する陸上自衛隊島松駐屯地の分屯地である。

## 概要
分屯地司令は、苗穂支処長が兼務。北部方面隊の施設器材の出納、保管、補給、整備および技術検査の実施並びに施設車両の自動車番号に関する事務および保安検査の実施に関することを業務とする北海道補給処苗穂支処が所在する。
現札幌駐屯地が開設される前は、札幌駐屯地の名称であった。1952年（昭和27年）12月島松駐屯地の分屯地となった。

## 沿革
警察予備隊　旧・札幌駐屯地
- 1951年（昭和26年）
  - 4月10日：第2管区総監部および同付中隊等が真駒内駐屯地から移駐。
  - 5月1日：第2管区隊が編成完結。

警察予備隊苗穂駐屯地
- 1951年（昭和26年）12月1日：

1. 札幌駐屯地開設により、苗穂駐屯地に改称。
2. 第2管区総監部および同付中隊、第2補給中隊等が苗穂駐屯地から札幌駐屯地に移駐。

- 1952年（昭和27年）
  - 1月28日：北海道地区補給廠が苗穂駐屯地で開設。
  - 3月10日：警察予備隊総隊総監部直轄となる。

保安隊苗穂駐屯地
- 1952年（昭和27年）10月15日：警察予備隊が保安隊に改編。北海道地区補給廠が保安庁長官直轄となる。

保安隊島松駐屯地苗穂分屯地
- 1952年（昭和27年）
  - 12月1日：島松駐屯地開設により、苗穂駐屯地が廃止され島松駐屯地の分屯地となる。
  - 12月10日：北海道地区補給廠本隊が島松駐屯地へ移駐。
- 1953年（昭和28年）5月30日：北海道地区補給廠が北海道地区補給しょうに改編。

陸上自衛隊島松駐屯地苗穂分屯地
- 1954年（昭和29年）7月1日：陸上自衛隊発足により、北海道地区補給しょうが陸上自衛隊北海道地区補給処に改称。
- 1957年（昭和32年）11月20日：陸上自衛隊北海道地区補給処苗穂支処が編成完結。
- 1998年（平成10年）3月26日：陸上自衛隊北海道補給処苗穂支処に改称。

## 駐屯部隊・機関（苗穂分屯地）

### 北部方面隊隷下部隊
- 北海道補給処
  - 苗穂支処
- 北部方面システム通信群
  - 第101基地システム通信大隊
    - 第314基地通信中隊
      - 苗穂派遣隊

## 所在部隊〔航空自衛隊〕
- 航空自衛隊第4補給処
  - 調達部
    - 札幌調達室

## 最寄の幹線交通
- 高速道路：道央自動車道 札幌IC
- 一般道：国道12号、国道275号、北海道道89号札幌環状線
- 鉄道：JR北海道 苗穂駅
- 飛行場：札幌飛行場（官民共用）